# Liste der Monuments historiques in Saint-Germain-les-Paroisses
Die Liste der Monuments historiques in Saint-Germain-les-Paroisses führt die Monuments historiques in der französischen Gemeinde Saint-Germain-les-Paroisses auf.

## Liste der Bauwerke
| Bezeichnung         | Beschreibung                     | Standort | Kennzeichnung | Schutzstatus | Datum | Bild |
| ------------------- | -------------------------------- | -------- | ------------- | ------------ | ----- | ---- |
| Schloss Beauretour  | Erbaut Ende des 15. Jahrhunderts | (Lage)   | PA01000010    | Inscrit      | 2003  |      |
| Backofen in Meyrieu | Erbaut im 16. Jahrhundert        | (Lage)   | PA00116551    | Inscrit      | 1938  |      |